# Tagblatt-Turm
Tagblatt-Turm (o sea, Torre del Periódico Diario) es un rascacielos histórico de 61 m y 16 pisos en Stuttgart, la capital del estado de Baden-Württemberg (Alemania). Fue diseñado por Ernst Otto Oßwald e inaugurado en 1928. Su diseño moderno causó controversia durante la construcción, sin embargo, desde entonces el edificio ha sido reconocido como un hito cultural y arquitectónico.

## Historia y
El Tagblatt-Turm fue diseñado por el arquitecto Ernst Otto Oßwald y es uno de los primeros rascacielos de Alemania. Su construcción efectiva comenzó el 16 de abril de 1927. El costo estimado de construcción fue de unos 800 000 marcos. Fue inaugurado el 5 de noviembre de 1928.
Su planta tiene forma de L. Una vez terminado, fue el edificio más alto de la ciudad después del antiguo ayuntamiento de 1905 y el edificio de oficinas más alto de Alemania.
Junto con los grandes almacenes Schocken de Erich Mendelsohn, que fue demolido en 1960, formaba un conjunto del estilo Neues Bauen en el centro de Stuttgart. Fue a su vez el primer edificio de oficinas de gran altura construido con cemento y acero (el primero fue el Bau 15 en Jena, construido por la empresa Dywidag de Núremberg en 1912 para albergar la sede corporativa de Zeiss).
En mayo de 1928 se aprobó un sistema de iluminación AEG moore. De 1928 a 1943, la torre fue la sede de la redacción y casa editorial del Stuttgarter Neues Tagblatt, un periódico local; el edificio deriva su nombre de este inquilino original. 
Sufrió muy pocos daños durante la Segunda Guerra Mundial y hasta 1976 fue la sede de los periódicos Stuttgarter Zeitung y Stuttgarter Nachrichten. En 1978 fue catalogada como monumento histórico y en 1979 la ciudad de Stuttgart la compró y la convirtió en el centro cultural Kultur unterm Turm. Tras extensas renovaciones, en 2004 se convirtió en un centro cultural con varios teatros.

## Arquitectura
Desde su inauguración contó con calefacción de agua caliente, ventanas dobles, un vertedero de basura y otro para dejar cartas directamente en el buzón del vestíbulo. Se eleva en la intersección entre Eberhardstrasse y Torstrasse, donde el espacio de la calle se ensancha y Eberhardstrasse se curva.

## Galería

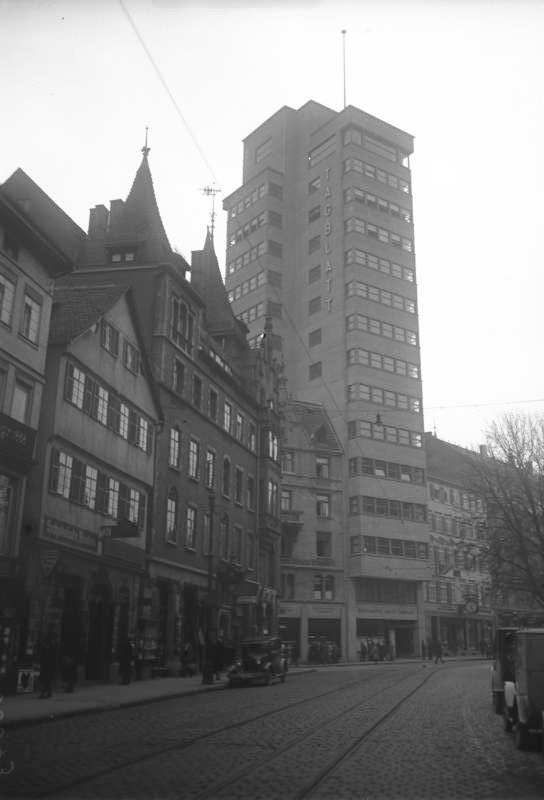
La torre en 1928
En 1944, durante la Segunda Guerra Mundial
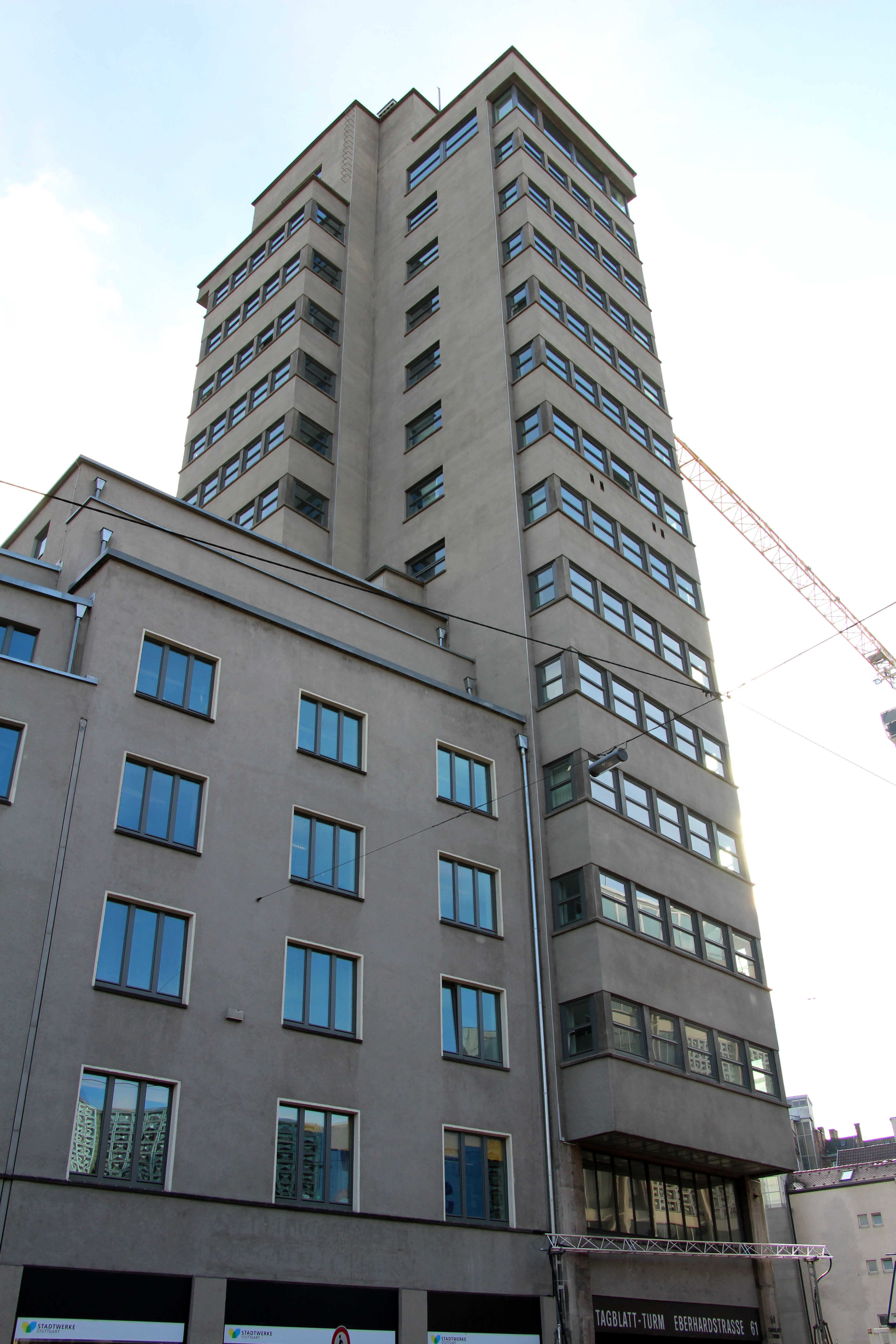
Desde el nivel de la calle
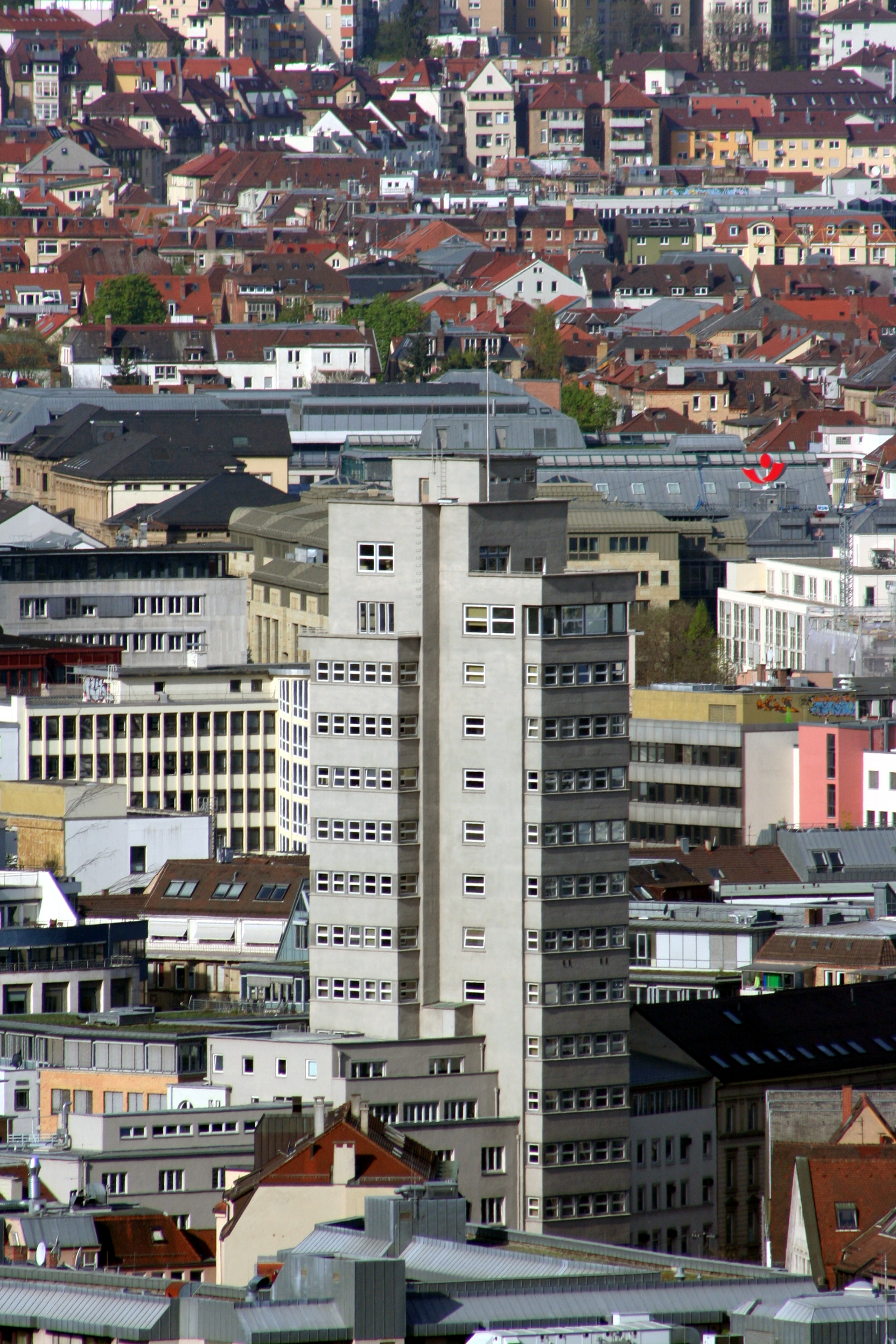
En el panorama urbano de Stuttgart
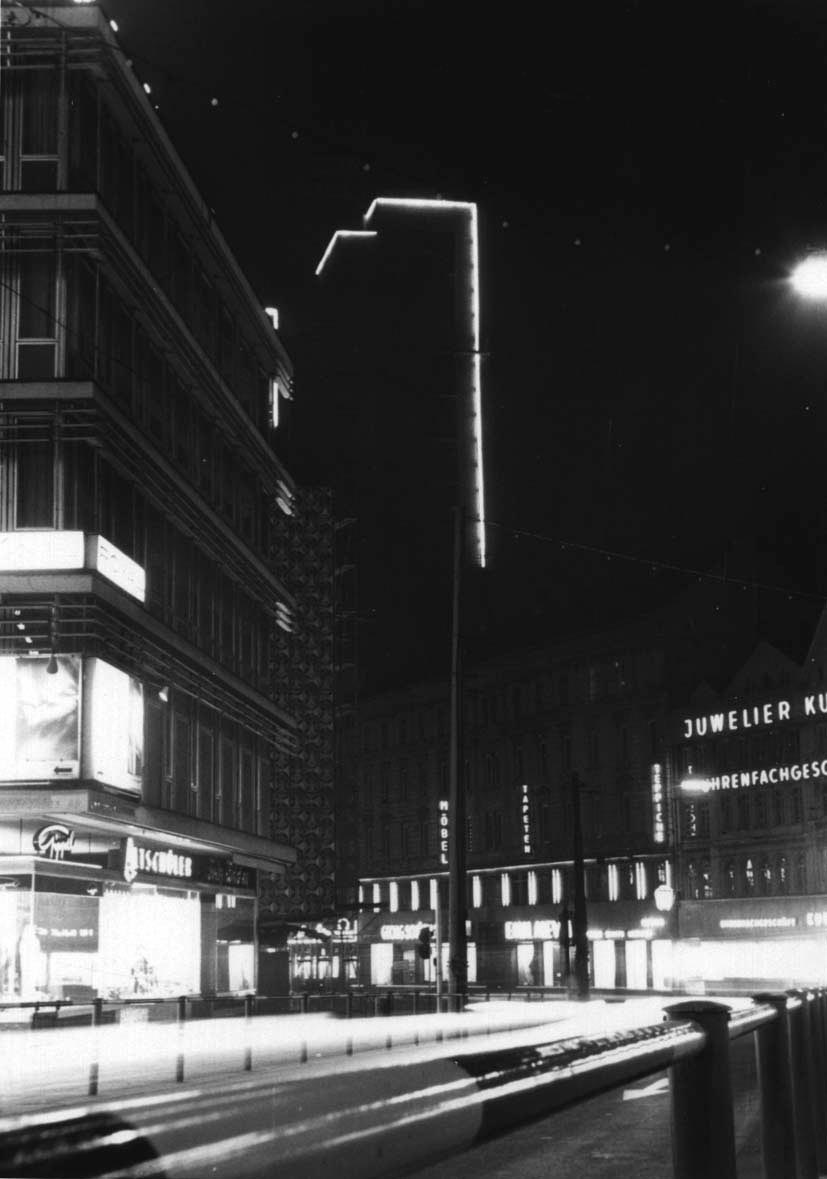
Iluminación nocturna